# TDRS-7
O TDRS-7, também conhecido por TDRS-G, é um satélite de comunicação geoestacionário estadunidense construído pela TRW. Ele está localizado na posição orbital de 174 graus de longitude oeste e é operado pela NASA. O satélite tinha uma expectativa de vida útil estimada de 14 anos.

## Lançamento
O satélite foi lançado com sucesso ao espaço no dia 13 de julho de 1995, às 13:41:55 UTC, abordo do ônibus espacial Discovery, durante a missão STS-70 a partir do Centro Espacial Kennedy, na Flórida, EUA. Ele tinha uma massa de lançamento de 2268 kg.